# Санто-Томас (вулкан, Эквадор)
Санто-Томас, Сьерра-Негра (исп. Volcán Santo Tomás, Sierra Negra) — щитовидный вулкан на острове Исабела, Галапагос.

## Описание
Санто-Томас обладает очень пологими склонами, образованным многочисленными наслоениями очень текучей базальтовой лавы. Помимо этого, вулкан обладает вторым по величине кратером в мире диаметром 11 километров. На западе вулкан сообщается основанием с Серро-Асуль, к востоку от кальдеры находится низкая равнинная местность, представляющая собой огромное лавовое поле с несколькими вторичными кратерами. Высота над уровнем моря — 1124 м.
За последние сто лет вулкан извергался всего несколько раз.
Известны извержения в: 1911, 1948, 1953—1954, 1963, 1979, 2005 и 2018 году.
В настоящий момент на вулкане, особенно в западной части кальдеры, наблюдается повышенная фумарольная активность.

## Извержения 2005 и 2018 года
22 октября 2005 года началось извержение вулкана. В восточной части кратера открылась огромная трещина, протяжённостью чуть более 2 километров из которой на протяжении 8 дней изливалась лава. При этом, облако пепла и газа поднялось на высоту 10 км. Поскольку большая часть разлома находилась во внутренней части кальдеры, потоки лавы стали заполнять дно кратера. Этот процесс продолжался на протяжении 8 дней прежде чем извержение прекратилось.
26 июня 2018 года вулкан снова начал извергаться. В этот раз фонтанирование и излияние лавы происходили из трещин на Северном и северо-западном склоне вулкана за пределами кальдеры. Длина некоторых лавовых потоков достигла 13 км. В середине июля извержение пошло на убыль, а в августе того же года вулкан затих.